# Рожева хмара
Рожева хмара (A Nuvem Rosa) — бразильський науково-фантастичний трилер 2021 року, написаний і знятий Юлі Гербазе.

## Про фільм
Після появи токсичної та таємничої рожевої хмари Джована опинилася в квартирі з чоловіком, якого щойно зустріла.
Це змінило її життя так, як вона не очікувала.

## Знімались
| Актор            | Роль    |
| ---------------- | ------- |
| Рената де Леліс  | Джована |
| Едуардо Мендонса | Яго     |